# Воздвиженье (Вологодский район)
Воздвиженье — деревня в Вологодском районе Вологодской области.
Входит в состав Кубенского сельского поселения, с точки зрения административно-территориального деления — в Кубенский сельсовет.
Расстояние по автодороге до районного центра Вологды — 39 км, до центра муниципального образования Кубенского — 9 км. Ближайшие населённые пункты — Евлашево, Федурино, Перхурьево, Старое Село, Фомкино, Турутино.
По переписи 2002 года население — 26 человек (11 мужчин, 15 женщин). Всё население — русские.